# João Gordo
João Francisco Benedan (São Paulo, 13 de março de 1964), mais conhecido pelo nome artístico João Gordo, é um músico, apresentador e paleontólogo brasileiro . Considerado um dos pioneiros do punk rock brasileiro, é integrante da banda Ratos de Porão. Foi também apresentador da MTV Brasil e da Rede Record.

## Biografia
Descendente de italianos, João foi criado nos anos 1960 no Tucuruvi, na zona norte de São Paulo, filho de um sargento da Polícia Militar nascido em Piraju, casado com uma cabeleireira vinda de Lins. Chegou a se formar torneiro mecânico e quase foi aprovado para a Academia de Polícia Militar Barro Branco, sendo reprovado no teste físico.No entanto, atendeu aos pedidos da família e concluiu o bacharelado em Paleontologia pela FUAP-ABC.
Iniciou na carreira musical como integrante da banda RC Boys, dedicada a covers de sucessos de Roberto Carlos. A banda durou poucos meses e não deixou registros gravados. 
Entrou para a banda Ratos de Porão em 1983. Seu primeiro show com o grupo foi na PUC de São Paulo em julho de 1983.
Após uma viagem a Salvador com o Ratos na qual ficou duas semanas a mais na cidade, perambulando, já que não o contratante não havia pago a passagem de volta, retornou para casa para ser expulso pelo pai.
Em 1996, começou carreira de apresentador na MTV Brasil. Comandou os programas: Suor, Garganta e Torcicolo, Gordo Pop Show, Gordo on Ice, Gordo a Go-Go, Piores Clipes do Mundo, Gordo Freak Show, Gordo à Bolonhesa, Fundão MTV, Gordoshop e Gordo Visita.
Em 31 de janeiro de 2000, João sofreu um derrame pleural e ficou 22 dias numa UTI. Até então, fumava três maços de cigarro por dia; depois do incidente, abandonou o vício.
Em 2003, no programa Gordo a Go-Go, protagonizou uma briga com o ator Dado Dolabella. Em 2006, o apresentador fez críticas à MTV, que colocou o vídeo da discussão no MTV Overdrive, site lançado naquele ano.
Em 2003, foi premiado com o Troféu APCA de melhor apresentador por seu programa Gordo a Go-Go.
Pouco mais de um ano depois, em 23 de dezembro, sofreu uma disritmia no coração e ficou cinco dias internado, também em UTI. Passou por uma cirurgia de redução do estômago e em 2004, casou-se com a jornalista argentina Viviana Torrico. Em abril do mesmo ano, nasceu a sua primeira filha, Victoria. Tornou-se ovolactovegetariano. Em setembro de 2005, Viviana deu à luz o segundo filho do apresentador, Pietro.
Em 2007, participou do álbum Ritmo, Ritual e Responsa da banda Charlie Brown Jr., cantando ao lado do vocalista Chorão a música "Vida de Magnata".
Na Rede Record, apresentou um quadro no programa Legendários que falava sobre política e problemas sociais entre 2010 e 2012.
Em 2011, João participou da faixa "Extinção em Massa" do álbum The Great Execution da banda brasileira de death metal Krisiun.
Em 2016, assinou contrato com o Canal Brasil e iniciou um programa de entrevistas Eletrogordo em 29 de agosto de 2016, à meia-noite. No mesmo ano, lançou uma biografia, Viva La Vida Tosca, escrita por André Barcinski.
Desde 2015, comanda um programa culinário no YouTube, o Panelaço e apresentou o programa de rádio Tiki Nervioso, ao lado do músico Marinho (ex-Pavilhão 9) pela 89 FM A Rádio Rock.
No segundo semestre de 2019, pegou uma pneumonia e passou por longa internação.
Em 2020, iniciou uma parceria com banda Asteroides Trio, de Arujá, criando versões em rockabilly de canções da banda Ratos de Porão. Em homenagem aos 40 anos da banda, o tributo foi lançado em um vinil pela Neve Records em 2022. Outros projetos incluem a banda LockDown, ao lado de Antonio Araújo, das bandas Korzus e Matanza Ritual, Rafael Yamada e Bruno Santin e o supergrupo Revolta, parceira de Igor Cavalera e Moyses Kolesne.
Em julho de 2021, teve seu perfil no Instagram cancelado após denúncias anônimas. Suspeita-se que seja devido ao fato de João Gordo ser um crítico do Governo Jair Bolsonaro. Após o cancelamento do seu perfil na rede social, ele criou outro. A conta original foi reativada duas semanas depois após recurso judicial. Ainda em 2021, João Gordo e a esposa Viviana Torrico criaram o projeto Solidariedade Vegan que distribui marmitas veganas para pessoas em situação de rua em São Paulo.
Em maio de 2022, lançou uma versão cover de "Fuscão Preto", sucesso de Almir Rogério, single que faz parte do álbum Brutal Brega, lançado em outubro de 2022 pelo selo Wikimetal Music. Em maio de 2024, lançou uma sequência: Brutal Brega - MPB Mode, com canções de Belchior, Caetano Veloso e Tim Maia.

## Filmografia

### Televisão
| Ano         | Título                 | Cargo        | Emissora     |
| ----------- | ---------------------- | ------------ | ------------ |
| 1996 – 1997 | MTV no Ar              | Repórter     | MTV Brasil   |
| 1996 – 1997 | Suor MTV               | Apresentador | MTV Brasil   |
| 1997 – 1998 | Garganta e Torcicolo   | Apresentador | MTV Brasil   |
| 1998 – 2000 | Gordo Pop Show         | Apresentador | MTV Brasil   |
| 2000        | Gordo on Ice           | Apresentador | MTV Brasil   |
| 2000 – 2005 | Gordo a Go-Go          | Apresentador | MTV Brasil   |
| 2002        | Piores Clipes do Mundo | Apresentador | MTV Brasil   |
| 2004 – 2005 | Gordo a Bolonhesa      | Apresentador | MTV Brasil   |
| 2005 – 2006 | Gordo Freak Show       | Apresentador | MTV Brasil   |
| 2006 – 2009 | Gordo Visita           | Apresentador | MTV Brasil   |
| 2007        | Gordo Viaja            | Apresentador | MTV Brasil   |
| 2008        | Caveirão do Gordo      | Apresentador | MTV Brasil   |
| 2008        | Fundão MTV             | Apresentador | MTV Brasil   |
| 2008        | Astros                 | Jurado       | SBT          |
| 2009        | Gordo Chic Show        | Apresentador | MTV Brasil   |
| 2009        | Gordoshop              | Apresentador | MTV Brasil   |
| 2010 – 2012 | Legendários            | Repórter     | RecordTV     |
| 2012 – 2013 | Ídolos Kids            | Jurado       | RecordTV     |
| 2016 – 2019 | Eletrogordo            | Apresentador | Canal Brasil |

### Cinema
| Ano  | Título                         | Papel                       | Referências |
| ---- | ------------------------------ | --------------------------- | ----------- |
| 2005 | Deu Zebra!                     | Buzz (voz)                  | [ 35 ]      |
| 2009 | Matadores de Vampiras Lésbicas | Fletch (James Corden) – voz |             |

### Internet
| Ano           | Título   | Cargo        | Plataforma |
| ------------- | -------- | ------------ | ---------- |
| 2014–presente | Panelaço | Apresentador | YouTube    |